# Montesa Honda

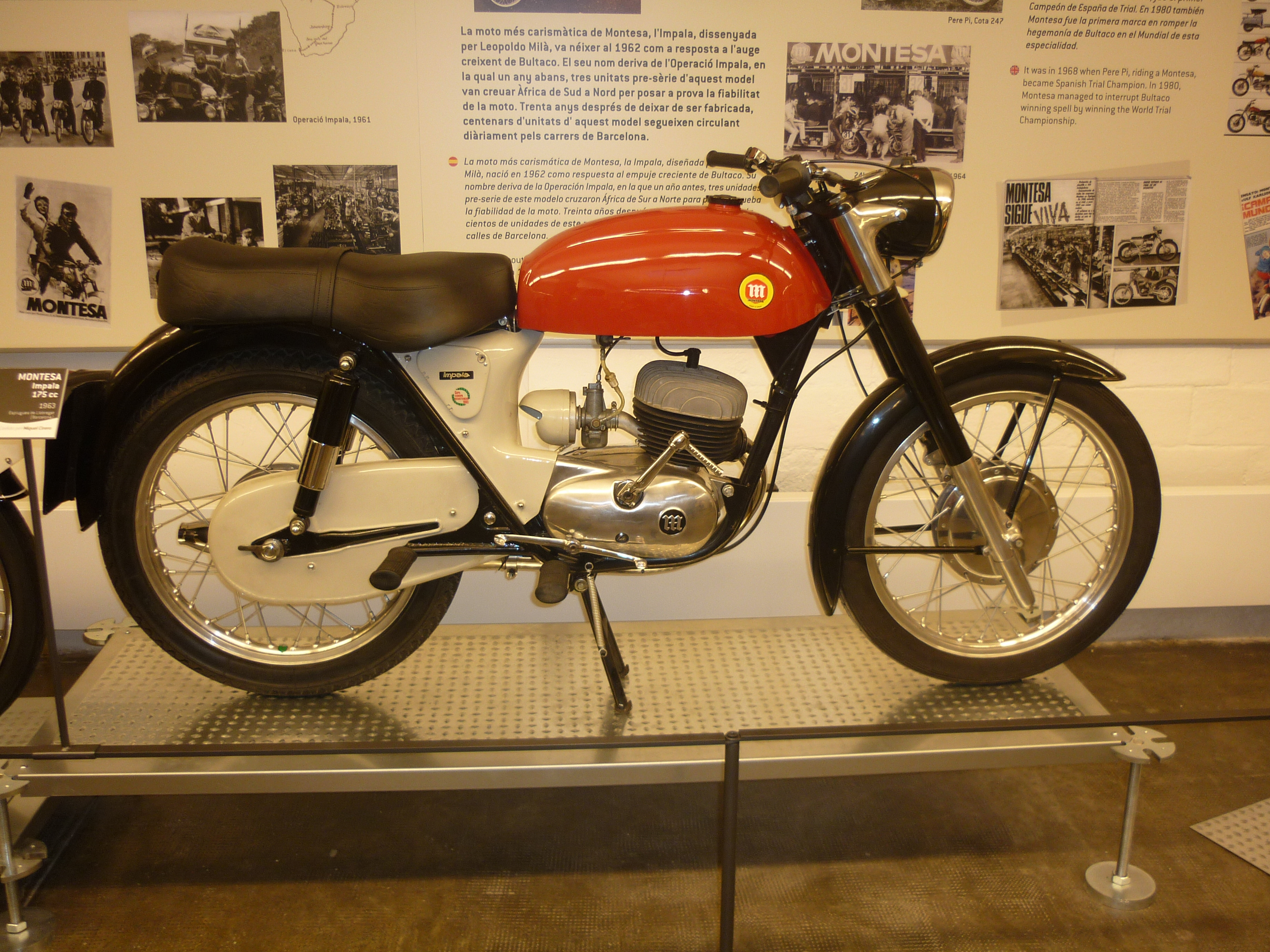
Impala 175 1963, a mais famosa moto na Espanha

Montesa Honda. é uma companhia motociclística espanhola, subsidiaria da Honda sediada em Barcelona. 

## História
A companhia foi fundada 1944 por Pedro Permanyer e Francisco Xavier "Paco" Bultó.